# Putzsymbiose
Als Putzsymbiose wird eine symbiotische Partnerschaft zwischen verschiedenen Tierarten bezeichnet, bei denen die eine, meist kleinere, die größere Tierart von Außenparasiten, Hautverunreinigungen und abgestorbenen Hautteilen befreit. Putzsymbiosen treten vor allem in Korallenriffen auf, sind jedoch auch von anderen marinen Biotopen, aus Süßgewässern und von Landlebewesen bekannt.
Schon Herodot berichtete, dass in Ägypten kleine Vögel in den Mäulern von Krokodilen nach Nahrung suchen. Gemeint war wahrscheinlich der Krokodilwächter, dem dies bis heute nachgesagt wird, beobachtet wurde dieses Verhalten bis heute aber nicht. Nachgewiesen wurde eine Putzsymbiose erst in den 1930er Jahren, als die Neongrundel (Elacatinus oceanops) bei der bei Florida gelegenen Insel Dry Tortugas bei dieser Tätigkeit beobachtet und fotografiert wurde.

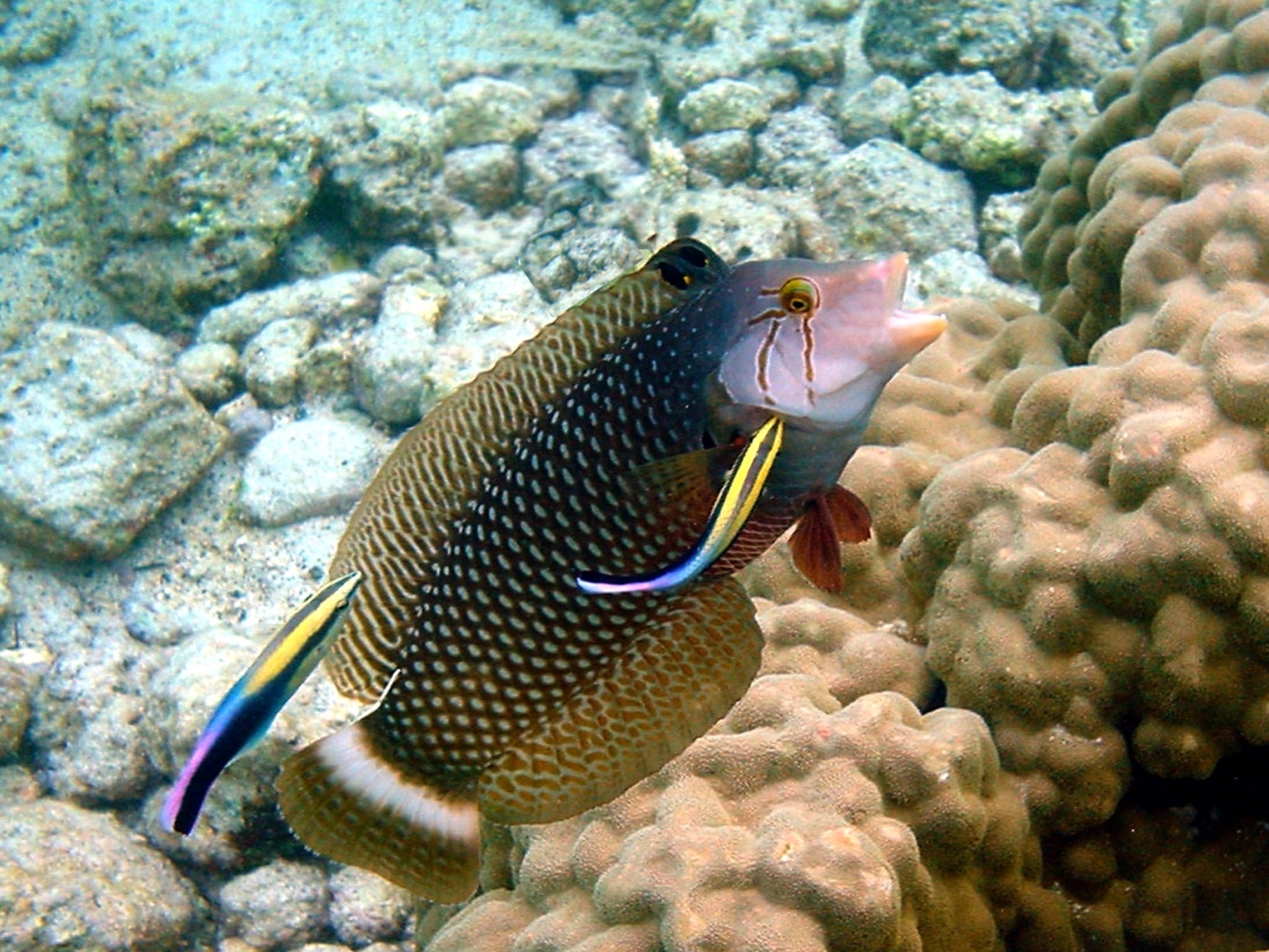
Zwei Hawaii-Putzerfische (Labroides phthirophagus) reinigen den Lippfisch Novaculichthys taeniourus der dazu die Kiemen abgespreizt und das Maul geöffnet hat.

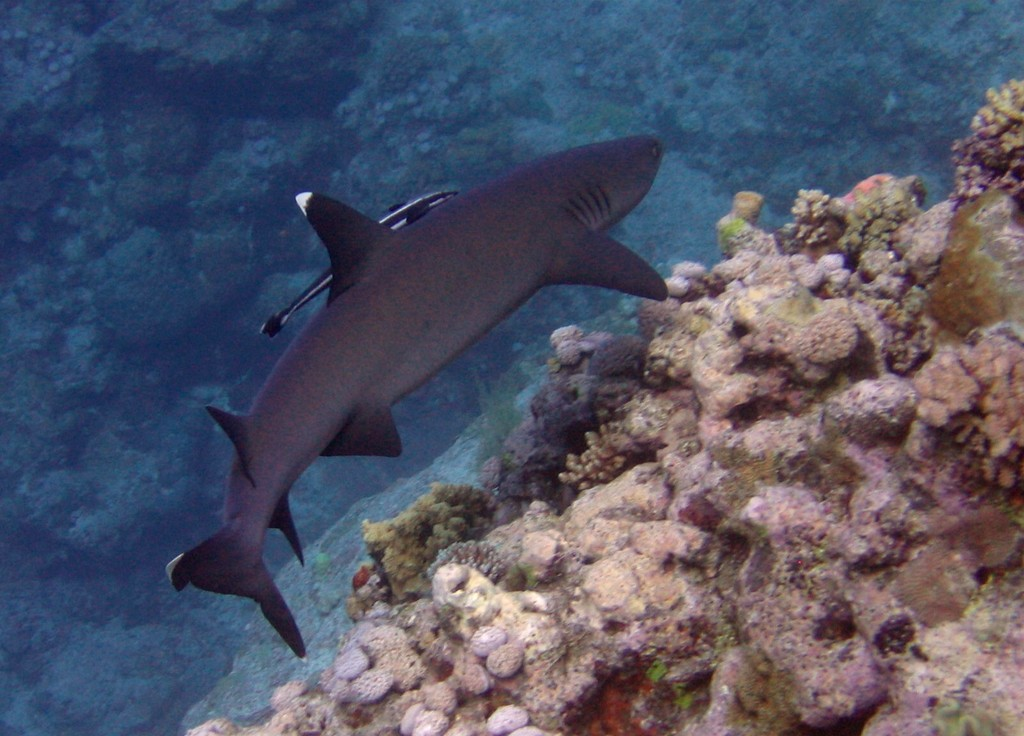
Schiffshalter auf dem Rücken eines Weißspitzen-Riffhais

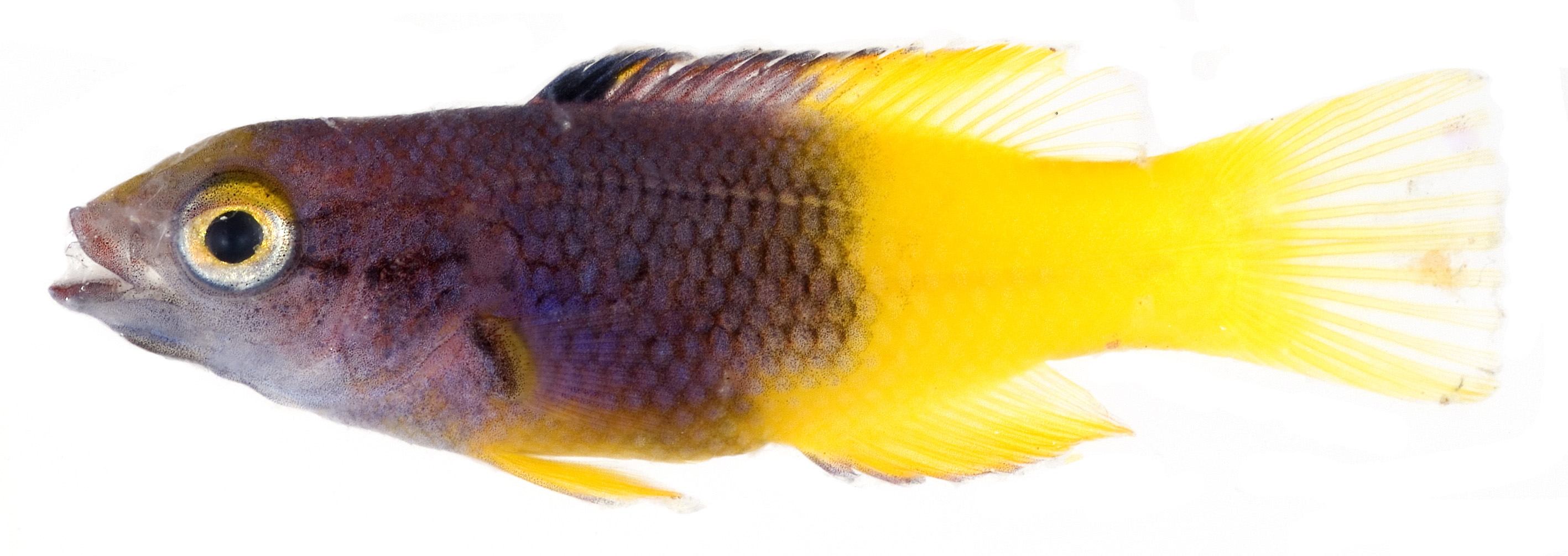
Auch die Jungfische des Spanischen Schweinslippfischs putzen und zeigen eine blau-gelbe Färbung

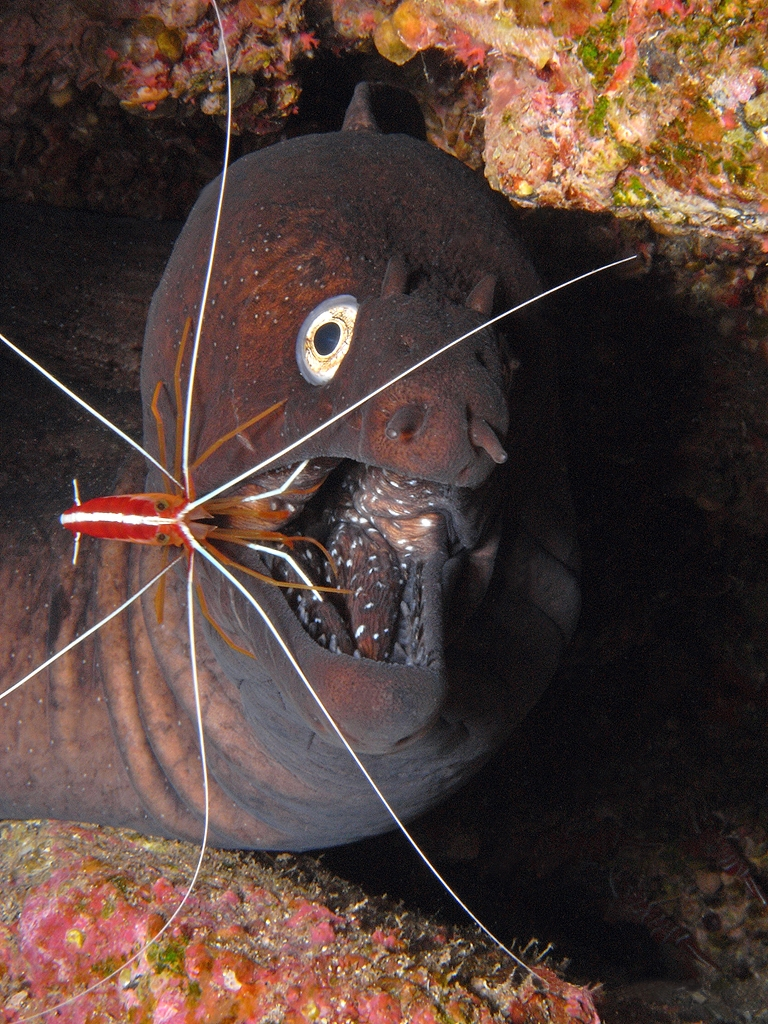
Eine Atlantische Weißband-Putzergarnele entfernt Nahrungsreste zwischen den Zähnen einer Muräne

## Putzerfische
Die bekannteste Putzsymbiose wird von den Putzerlippfischen (Labrichthyini) ausgeübt, von den Arten der Gattungen Labropsis und Larabicus nur als Jungfische, vom Gewöhnlichen Putzerlippfisch (Labroides dimidiatus) und den anderen Arten der Gattung Labroides lebenslang.

### Kommunikation
Voraussetzung einer Putzsymbiose ist die Entwicklung eines Kommunikationssystems zwischen den Putzerfischen und ihren „Kunden“. Putzerfische sind für Raubfische nicht tabu und werden von ihnen gefressen, wenn sie das Verhalten eines jagenden Raubfisches missverstanden haben.
Die Fische zeigen durch das Abspreizen der Flossen, das Öffnen von Maul und Kiemendeckel, bei einigen Arten auch durch einen Farbwechsel oder eine trancehafte Starre, ihr Interesse an einer Säuberung. Die Putzerfische geben sich beim Anschwimmen der „Kunden“ durch ihre Färbung mit einem auffallenden Längsstreifen und eine charakteristische Schwimmweise zu erkennen und suchen dann die Körperoberfläche, bei großen Fischen auch das Maulinnere und den inneren Kiemenraum, nach Parasiten (überwiegend Krebstiere) und abgestorbenen Hautteilchen ab. Die „Kunden“ signalisieren durch Zuckungen oder andere Signale, wenn sie genug haben.
In der Karibik, wo es keine Putzerlippfische gibt, übernehmen Grundeln aus der Gattung Elacatinus diese Funktion. Sie zeigen ein den Putzerlippfischen sehr ähnliches blaues und gelbes Farbmuster, das wahrscheinlich cirkumglobal einheitlich zur Erkennung der Putzerfische dient.

### Formen von Putzverhalten
Mit Ausnahme des nomadisch zwischen seinen revierbesitzenden Riffbarsch-„Kunden“ herumstreifenden Nomaden-Putzerlippfischs (Diproctacanthus xanthurus) sind die Putzerlippfische ortstreu und unterhalten feste Putzstationen, zu denen ihre „Kunden“ kommen, um sich putzen zu lassen.
Auch andere Lippfischarten, Falter- und Kaiserfische betätigen sich als Jungfische als Putzer. Der Barbier-Falterfisch (Johnrandallia nigrirostris) übt diese Tätigkeit lebenslang aus und führt Massenputzaktionen durch, bei denen mehr als hundert Barbier-Falterfische hunderte von „Kunden“ bedienen.
Eine andere Form des Putzerverhaltens, bei der nicht viele „Kunden“ hintereinander „bedient“ werden, sondern nur ein „Großkunde“, der eine besonders große Körperoberfläche aufweist, geputzt wird, praktizieren die Schiffshalter (Echeneidae). Sie säubern Großfische, wie große Haie, Mantarochen oder Wale, haben eine zu einem Haftorgan umgewandelte erste Rückenflosse, heften sich meist an der Unterseite des Großtieres an und lassen sich von ihnen mitziehen. Schiffshalter fressen immer auch Zooplankton oder erhaschen kleine Teile der Beute, sofern der Großfisch räuberisch lebt.

### Evolutionäre Herkunft
Alle Putzerfische mit Ausnahme der Schiffshalter haben sich aus Substratabweidern entwickelt. Ihre Vorfahren fraßen Kleintiere vom Fels- oder Korallenuntergrund ihres Lebensraums und wechselten lediglich das Substrat. Anstatt feste Untergründe am Boden von Flachmeeren abzuweiden, werden von Putzerfischen die schleimigen Körperoberflächen anderer Fische nach Nahrung abgesucht. Die nächsten Verwandten der Schiffshalter sind dagegen mittelgroße und große Raubfische, wie die Stachel- oder die Goldmakrelen.

## Putzergarnelen
Putzsymbiosen werden auch von verschiedenen Garnelenarten ausgeübt, besonders von denen der Gattung Lysmata, von Partnergarnelen (Pontoniinae), Tanzgarnelen (Rhynchocinetidae) und Scherengarnelen (Stenopodidae). Die meisten Putzergarnelen sind durch weiße Antennen zu erkennen.

## Putzsymbiosen zwischen Landtieren

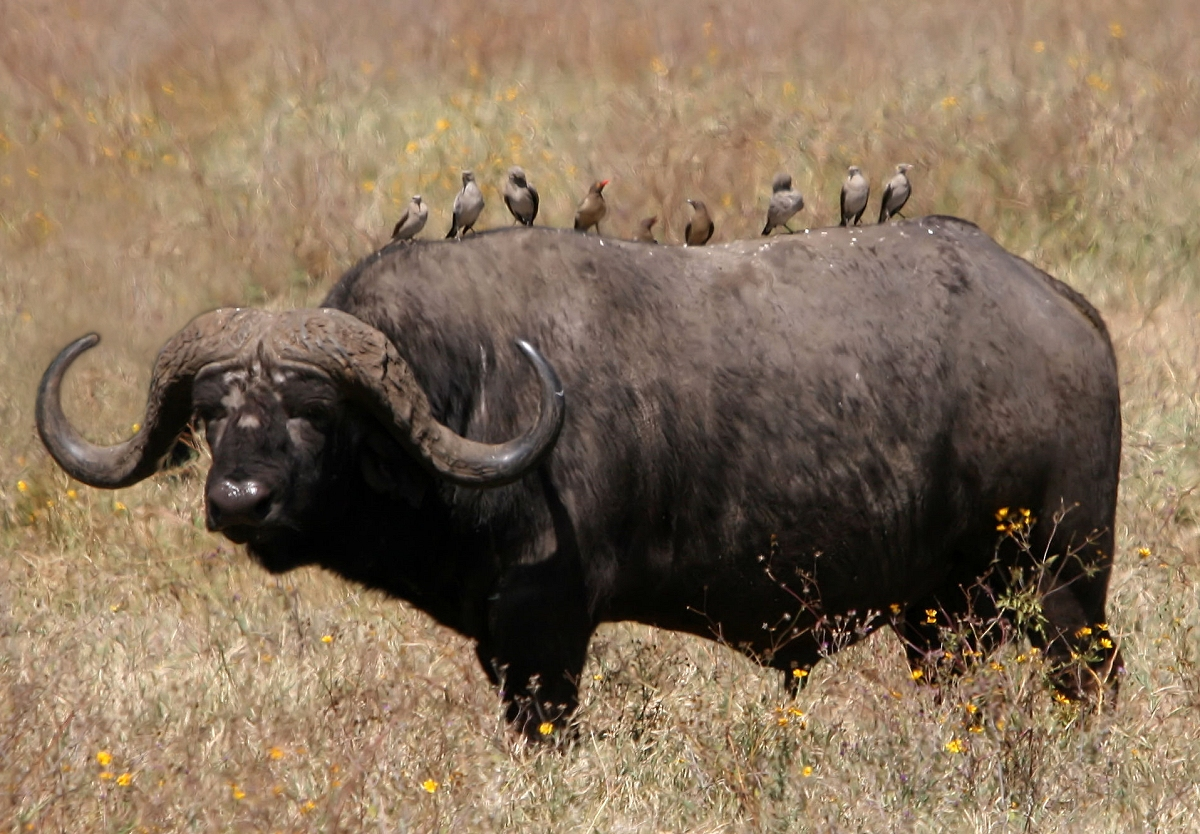
Ein Afrikanischer Büffel mit Madenhackern auf dem Rücken

Als Beispiel für eine Putzsymbiose zwischen Landtieren wird oft die Starengattung der Madenhacker (Buphagus) angegeben, die die Haut großer afrikanischer Weidetiere wie Afrikanischen Büffel oder Nashörner von Parasiten befreien. Allerdings ernähren sie sich auch selbst parasitisch von Blut und Wundrändern der Wirtstiere.